# Montcuq-en-Quercy-Blanc
Montcuq-en-Quercy-Blanc est une commune française située dans le département du Lot en région Occitanie.
Créée le 1er janvier 2016 par la fusion des cinq anciennes communes de Belmontet, Lebreil, Montcuq, Sainte-Croix et Valprionde, qui sont devenes de 2016 à 2020 des communes déléguées de la commune nouvelle.

## Géographie

### Description
La commune se trouve dans la zone d'emploi de Cahors et dans le bassin de vie de Prayssac.

### Communes limitrophes
La commune est limitrophe du département de Tarn-et-Garonne.
Les communes limitrophes sont Montlauzun, Porte-du-Quercy, Barguelonne-en-Quercy, Belvèze, Bouloc-en-Quercy, Montaigu-de-Quercy, Lendou-en-Quercy et Sainte-Juliette.
| Porte-du-Quercy (Saint-Matré), Montaigu-de-Quercy (Tarn-et-Garonne) | Porte-du-Quercy (Le Boulvé)                   | Porte-du-Quercy (Fargues)            |
| Belvèze (Tarn-et-Garonne)                                           | Montcuq-en-Quercy-Blanc                       | Barguelonne-en-Quercy (Saint-Daunès) |
| Bouloc-en-Quercy (Tarn-et-Garonne)                                  | Sainte-Juliette (Tarn-et-Garonne), Montlauzun | Lendou-en-Quercy                     |

### Hydrographie
La commune est principalement drainée par la Séoune, la Petite Barguelonne et le ruisseau du Tartuguié, son affluent. Divers petits cours d'eau se jettent dans ces trois rivières.
La Séoune est un affluent de la Garonne et la Petite Barguelonne est un sous-affluent de ce fleuve par la Barguelonne.

### Climat
Pour des articles plus généraux, voir Climat de l'Occitanie et Climat du Lot.
En 2010, le climat de la commune est de type climat océanique altéré, selon une étude s'appuyant sur une série de données couvrant la période 1971-2000. En 2020, Météo-France publie une typologie des climats de la France métropolitaine dans laquelle la commune est toujours exposée à un climat océanique altéré et est dans la région climatique Aquitaine, Gascogne, caractérisée par une pluviométrie abondante au printemps, modérée en automne, un faible ensoleillement au printemps, un été chaud (19,5 °C), des vents faibles, des brouillards fréquents en automne et en hiver et des orages fréquents en été (15 à 20 jours).
Pour la période 1971-2000, la température annuelle moyenne est de 12,4 °C, avec une amplitude thermique annuelle de 15,7 °C. Le cumul annuel moyen de précipitations est de 853 mm, avec 10,5 jours de précipitations en janvier et 6,5 jours en juillet. Pour la période 1991-2020, la température moyenne annuelle observée sur la station météorologique installée sur la commune est de 13,4 °C et le cumul annuel moyen de précipitations est de 830,2 mm,. Pour l'avenir, les paramètres climatiques de la commune estimés pour 2050 selon différents scénarios d’émission de gaz à effet de serre sont consultables sur un site dédié publié par Météo-France en novembre 2022.
| Mois                                  | jan.           | fév.          | mars            | avril         | mai             | juin           | jui.           | août           | sep.          | oct.          | nov.            | déc.          | année     |
| ------------------------------------- | -------------- | ------------- | --------------- | ------------- | --------------- | -------------- | -------------- | -------------- | ------------- | ------------- | --------------- | ------------- | --------- |
| Température minimale moyenne (°C)     | 1,9            | 1,8           | 4,2             | 6,4           | 9,7             | 13,1           | 14,9           | 14,9           | 11,7          | 9,2           | 5,2             | 2,6           | 8         |
| Température moyenne (°C)              | 5,6            | 6,5           | 9,8             | 12,3          | 15,9            | 19,5           | 21,5           | 21,6           | 18,1          | 14,4          | 9,2             | 6,3           | 13,4      |
| Température maximale moyenne (°C)     | 9,4            | 11,3          | 15,3            | 18,2          | 22              | 25,8           | 28,2           | 28,3           | 24,6          | 19,6          | 13,2            | 10,1          | 18,8      |
| Record de froid (°C) date du record   | −19 16.01.1985 | −14 09.02.12  | −12 01.03.05    | −3,3 03.04.22 | −0,3 05.05.1979 | 3,3 06.06.1989 | 6,6 01.07.1972 | 4,9 29.08.1986 | 2,2 27.09.10  | −4,5 25.10.03 | −8,8 23.11.1988 | −12 16.12.01  | −19 1985  |
| Record de chaleur (°C) date du record | 18 25.01.1995  | 25,5 27.02.19 | 26,6 25.03.1981 | 31 30.04.05   | 33,7 30.05.01   | 39,9 27.06.19  | 40 16.07.15    | 41,8 04.08.03  | 36,5 03.09.05 | 33,1 01.10.23 | 24,3 02.11.11   | 18,9 05.12.06 | 41,8 2003 |
| Précipitations (mm)                   | 79,9           | 59,3          | 61,1            | 80,3          | 86,5            | 68,4           | 49,6           | 57,4           | 63,5          | 65,7          | 78,4            | 80,1          | 830,2     |

## Urbanisme

### Typologie
Au 1er janvier 2024, Montcuq-en-Quercy-Blanc est catégorisée commune rurale à habitat dispersé, selon la nouvelle grille communale de densité à sept niveaux définie par l'Insee en 2022.
Elle est située hors unité urbaine et hors attraction des villes,.

### Occupation des sols

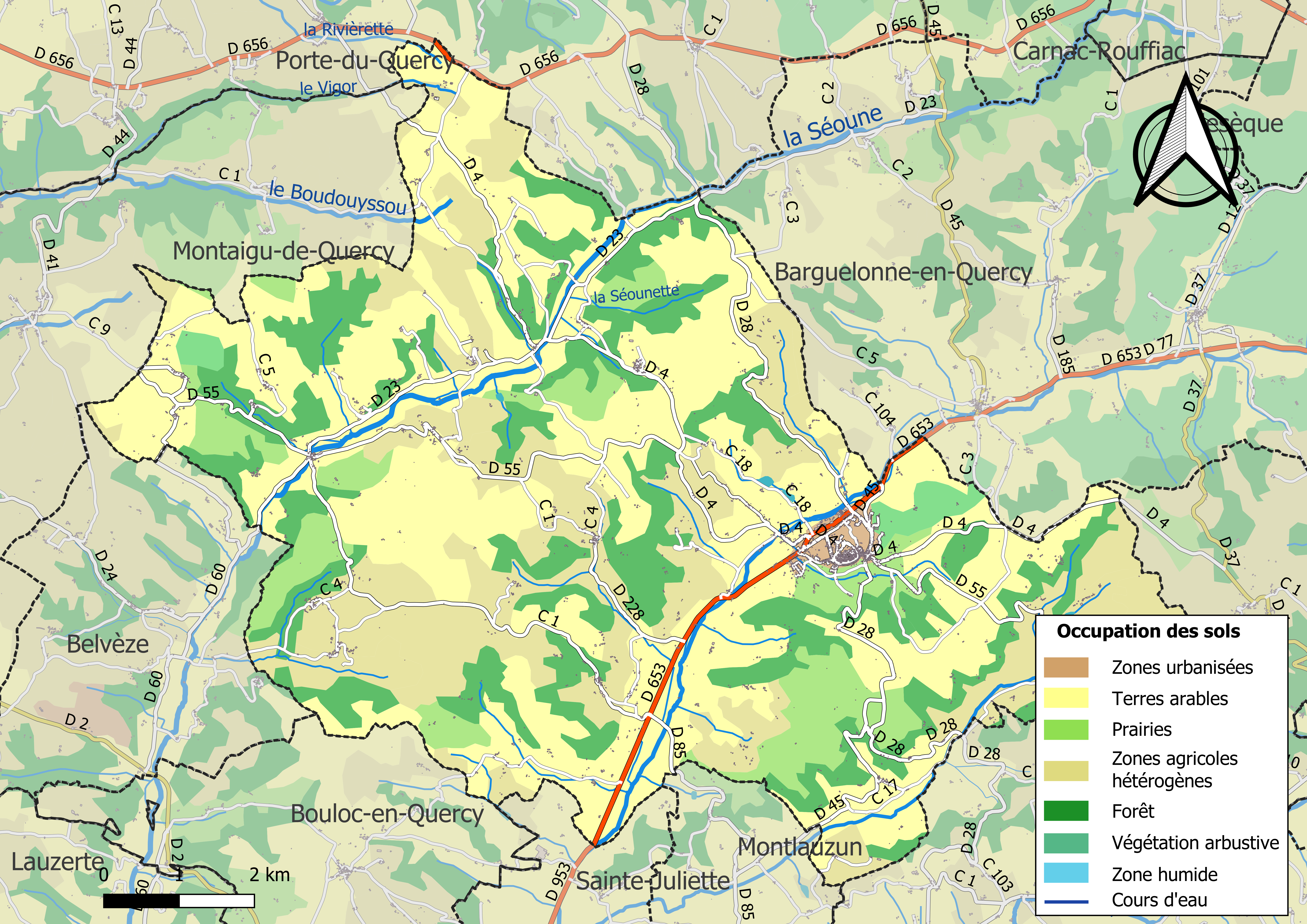
Carte des infrastructures et de l'occupation des sols de la commune en 2018 (CLC).

### Voies de communication et transports
La desserte de la commune est assurée par la ligne 882 du réseau régional liO, permettant de rejoindre la gare de Cahors.

### Risques naturels et technologiques
Le territoire de la commune de Montcuq-en-Quercy-Blanc est vulnérable à différents aléas naturels : météorologiques (tempête, orage, neige, grand froid, canicule ou sécheresse), inondations, feux de forêts, mouvements de terrains et séisme (sismicité très faible). Un site publié par le BRGM permet d'évaluer simplement et rapidement les risques d'un bien localisé soit par son adresse soit par le numéro de sa parcelle.
Certaines parties du territoire communal sont susceptibles d’être affectées par le risque d’inondation par débordement de cours d'eau, notamment la Séoune, la Petite Barguelonne, le Boudouyssou et le ruisseau de Tartuguié. La cartographie des zones inondables en ex-Midi-Pyrénées réalisée dans le cadre du XIe Contrat de plan État-région, visant à informer les citoyens et les décideurs sur le risque d’inondation, est accessible sur le site de la DREAL Occitanie. La commune a été reconnue en état de catastrophe naturelle au titre des dommages causés par les inondations et coulées de boue survenues en 1982, 1993, 1996 et 1999,.
Montcuq-en-Quercy-Blanc est exposée au risque de feu de forêt. Un plan départemental de protection des forêts contre les incendies a été approuvé par arrêté préfectoral le 30 novembre 2015 pour la période 2015-2025. Les propriétaires doivent ainsi couper les broussailles, les arbustes et les branches basses sur une profondeur de 50 mètres, aux abords des constructions, chantiers, travaux et installations de toute nature, situées à moins de 200 mètres de terrains en nature
de bois, forêts, plantations, reboisements, landes ou friches. Le brûlage des déchets issus de l’entretien des parcs et jardins des ménages et des collectivités est interdit. L’écobuage est également interdit, ainsi que les feux de type méchouis et barbecues, à l’exception de ceux prévus dans des installations fixes (non situées sous couvert d'arbres) constituant une dépendance d'habitation.

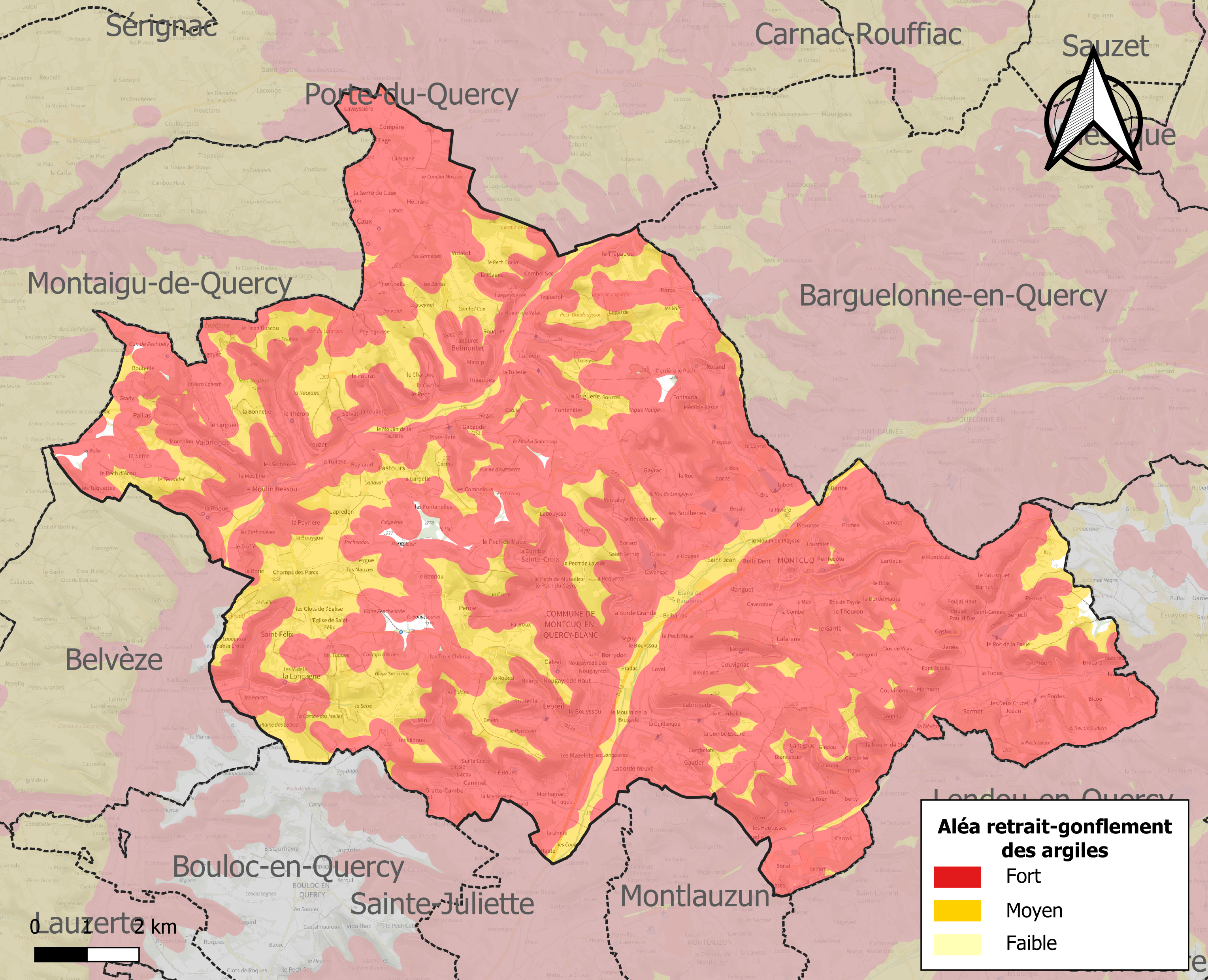
Carte des zones d'aléa retrait-gonflement des sols argileux de Montcuq-en-Quercy-Blanc.

Les mouvements de terrains susceptibles de se produire sur la commune sont des éboulements, chutes de pierres et de blocs, des glissements de terrain et des tassements différentiels.
Le retrait-gonflement des sols argileux est susceptible d'engendrer des dommages importants aux bâtiments en cas d’alternance de périodes de sécheresse et de pluie. 99,2 % de la superficie communale est en aléa moyen ou fort (67,7 % au niveau départemental et 48,5 % au niveau national). Sur les 1 178 bâtiments dénombrés sur la commune en 2019, 1 178 sont en aléa moyen ou fort, soit 100 %, à comparer aux 72 % au niveau départemental et 54 % au niveau national. Une cartographie de l'exposition du territoire national au retrait gonflement des sols argileux est disponible sur le site du BRGM,.
Par ailleurs, afin de mieux appréhender le risque d’affaissement de terrain, l'inventaire national des cavités souterraines permet de localiser celles situées sur la commune.
Concernant les mouvements de terrains, la commune a été reconnue en état de catastrophe naturelle au titre des dommages causés par la sécheresse en 1989, 1991, 1992, 1995, 1997, 2003, 2009, 2011 et 2015 et par des mouvements de terrain en 1999.

## Histoire
Dans un contexte de baisse des dotations de l'État, et afin d'obtenir le maintien de la DGF, de réaliser des économies, de mutualiser les moyens, tout en gardant une certaine autonomie aux anciennes communes, la nouvelle commune est créée le 1er janvier 2016, entraînant la transformation des cinq anciennes communes en « communes déléguées » dont la création a été décidée par un arrêté préfectoral du 20 octobre 2015,.
Le fonctionnement des mairies annexes ayant été suspendu depuis avril 2019, si ce n'est pour l'enregistrement des actes d'état-civil et afin de réduire les frais de fonctionnement de la structure, le conseil municipal du 26 mai 2020, après avoir réélu le maire sortant après les élections municipales de 2020 dans le Lot, a décidé de supprimer les communes déléguées de Montcuq, Lebreil, Sainte-Croix, Valprionde et Belmontet pour ne plus faire qu’une seule entité territoriale : Montcuq-en-Quercy-Blanc.
| Carte de Montcuq-en-Quercy-Blanc et de ses communes constitutives. |

## Politique et administration

### Rattachements administratifs et électoraux
La commune se trouve dans l'arrondissement de Cahors du département du Lot.
Pour les élections départementales, la commune fait partie du canton de Luzech.
Pour l'élection des députés, elle fait partie de la première circonscription du Lot.

### Intercommunalité
Montcuq-en-Quercy Blanc est membre de la communauté de communes du Quercy Blanc, un établissement public de coopération intercommunale (EPCI) à fiscalité propre créé en 2014 et auquel la commune avait transféré un certain nombre de ses compétences, dans les conditions déterminées par le code général des collectivités territoriales.

### Liste des maires
| Période      | Période                        | Identité        | Étiquette | Qualité |
| ------------ | ------------------------------ | --------------- | --------- | --- |
| janvier 2016 | En cours (au 1er juillet 2025) | Alain Lalabarde | DVD       | Chef d'entreprise dans le bâtiment puis enseignant en CFA Maire de Montcuq (2014 → 2015) Vice-président de la CC du Quercy Blanc (2020 → ) Réélu pour le mandat 2020-2026, |

## Équipements et services publics
Le marché du dimanche de Montcuq est considéré comme l'un des plus importants du département.

### Enseignement
Les enfants de la commune sont scolarisés à l'cole maternelle Joséphine-Baker et à l'école élémentaire Jacques-Chapou, dotés d'un accueil périscolaire et d'une cantine.
Ils poursuivent habituellement leurs études au collège Jean-Jacques-Faurie de Montcuq.

### Équipements culturels
La médiathèque de Montcuq est organisée par l'intercommunalité. Elle accueille un guichet France services

### Santé et solidarité
Plusieurs professionnels de santé sont implantés dans la commune,,.
La  crèche communautaire « Lou Pichou » est implantée dans la commune. Son avenir est obéré en 2025 par des difficultés financières structurelles.
La Maison d’Enfants de Montcuq « la Providence », créée en 1814, Clotilde de Lavolvène, fondatrice de la congrégation de la Miséricorde de Montcuq, constitue désormais un des sites de la maison d'enfants à caractère social (MECS) administrée par l’établissement lotois de la Fondation d’Auteuil. Elle accompagne 80 jeunes, dont une trentaine âgés de 10 à 18 ans réside au sein de l’internat et fréquentent les collèges et lycées du territoire. La moitié d'entre eux sont des mineurs étrangers non accompagnés, et les accompagne également dans leur insertion socioprofessionnelle. 
Les personnes ùagées dépendantes peuvent être accueillies au sein de l'EPHAD les Résidences du Quercy Blanc.

### Protection de la faune
Un centre de soins pour la faune sauvage est mis en place au printemps 2025 par l'association La Belette afin d'y soigner et réhabiliter des animaux sauvages en détresse avant de les relâcher dans leur milieu naturel

### Postes et télécommunications
La direction de la Poste a décidé la fermeture du bureau de Montcuq en 2025, suscitant des protestation. Le bureau fonctionne toujours en août 2025.

### Justice, sécurité, secours et défense
La sécurité publique est assurée par une brigade de gendarmerie, structurée au sein de la communauté de brigades Montcuq-Lalbenque-Castelnau-Montratier.

## Population et société

### Démographie
| 1968  | 1975  | 1982  | 1990  | 1999  | 2006  | 2011  | 2016  | 2022  |
| ----- | ----- | ----- | ----- | ----- | ----- | ----- | ----- | ----- |
| 1 698 | 1 638 | 1 543 | 1 662 | 1 756 | 1 838 | 1 786 | 1 707 | 1 812 |

### Manifestations culturelles et festivités
- Festival de chorales, à l'initiative de la chorale Viva Voce, dont la deuxième édition a eu lieu au mois de mai 2025 et réunissant plusieurs chorales sur la place centrale de Montcuq[41].

- Festival "Dançarem" co-organisé par les Pastourels de la Tour et AMTP Quercy du 10 au juillet 2025 et consacré aux musiques, danses et chants traditionnels dans les rues du village avec un bal[42].

- Festival de la chanson à texte de Montcuq, organisé par l’association « Musique Cours et Granges », dont la 20e édition s'est déroulée du 16 au 19 juillet 2025[43].

- Festival « Un piano sous la tour », dont la deuxième édition a eu lieu  en l’église Saint-Hilaire de Montcuq le 24 et 25 juillet 2025[44].

- Fête traditionnelle de « Lo Bourrut », qui marque l’arrivée de la première cuvée du vin nouveau, ou vin bourru des vignobles lotois[45].

- Marché de Noël, fin décembre[46].

### Vie associative
- Comité des fêtes[47].

## Culture locale et patrimoine

### Lieux et monuments
- Église Saint-Pierre de Rouillac. Le chœur et ses peintures murales ont été classés au titre des monuments historiques en 1980. La nef, à l'exclusion du clocher, a été inscrite au titre des monuments historiques en 1980[48].
- Chapelle Saint-Aignan de Rouzet
- Église Saint-Antoine de Valprionde
- Église Saint-Avit de Belmontet. L'édifice est référencé dans la base Mérimée et à l'Inventaire général de la région Occitanie[49].
- Église Sainte-Croix de Sainte-Croix. L'édifice est référencé dans la base Mérimée et à l'Inventaire général de la région Occitanie[50].
- Église Sainte-Marie-Madeleine de Caminel. L'édifice est référencé dans la base Mérimée et à l'Inventaire général de la région Occitanie[51].
- Église Saint-Étienne de Lebreil. L'édifice est référencé dans la base Mérimée et à l'Inventaire général de la région Occitanie[52].
- Église Saint-Félix de Saint-Félix.
- Église Saint-Hilaire de Montcuq. L'édifice est référencé dans la base Mérimée et à l'Inventaire général de la région Occitanie[53]. Plusieurs objets sont référencés dans la base Palissy[53].
- Église Saint-Privat de Montcuq.
- Église Saint-Sernin de Saint-Sernin.

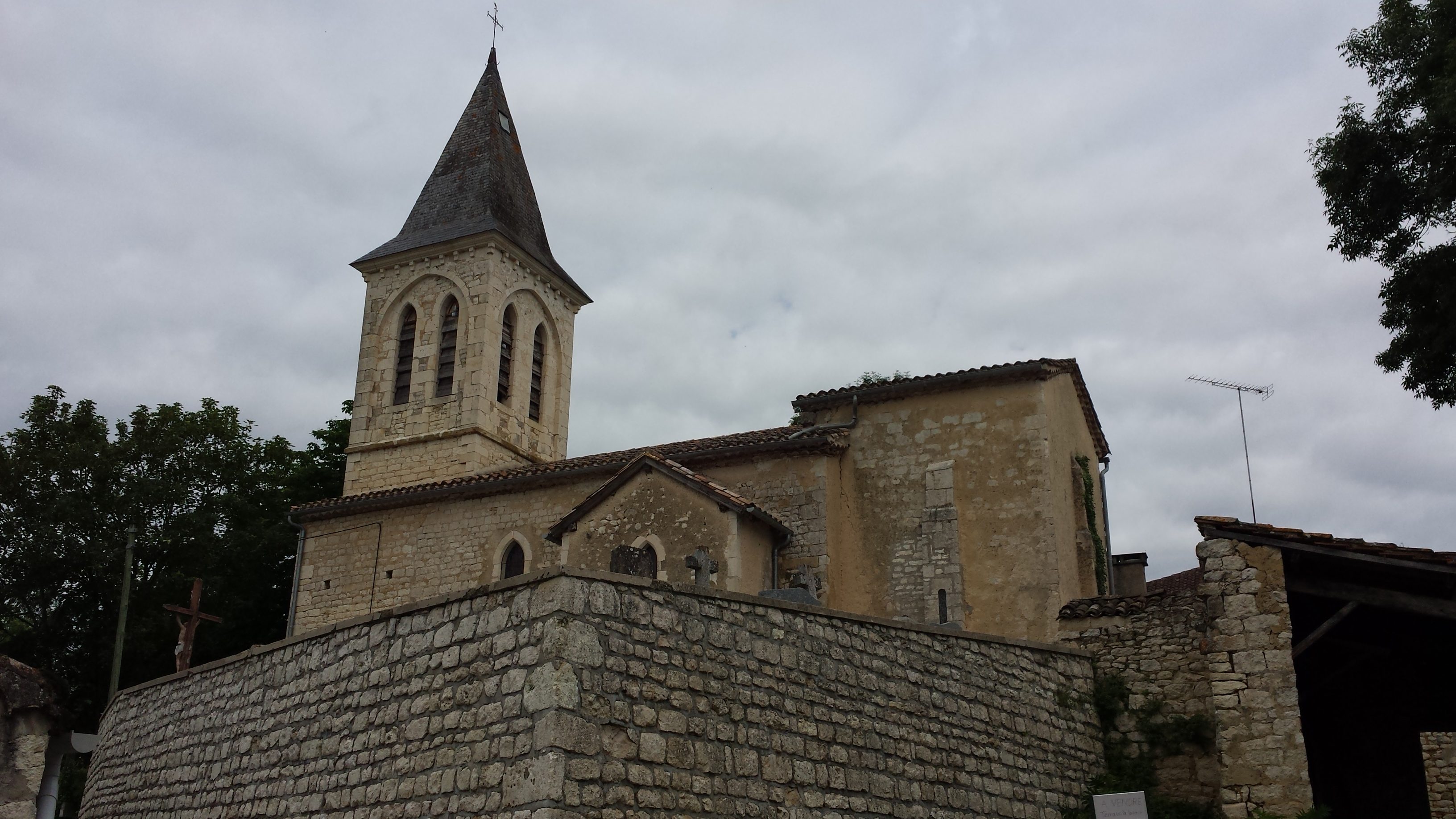
Église Saint-Pierre de Rouillac
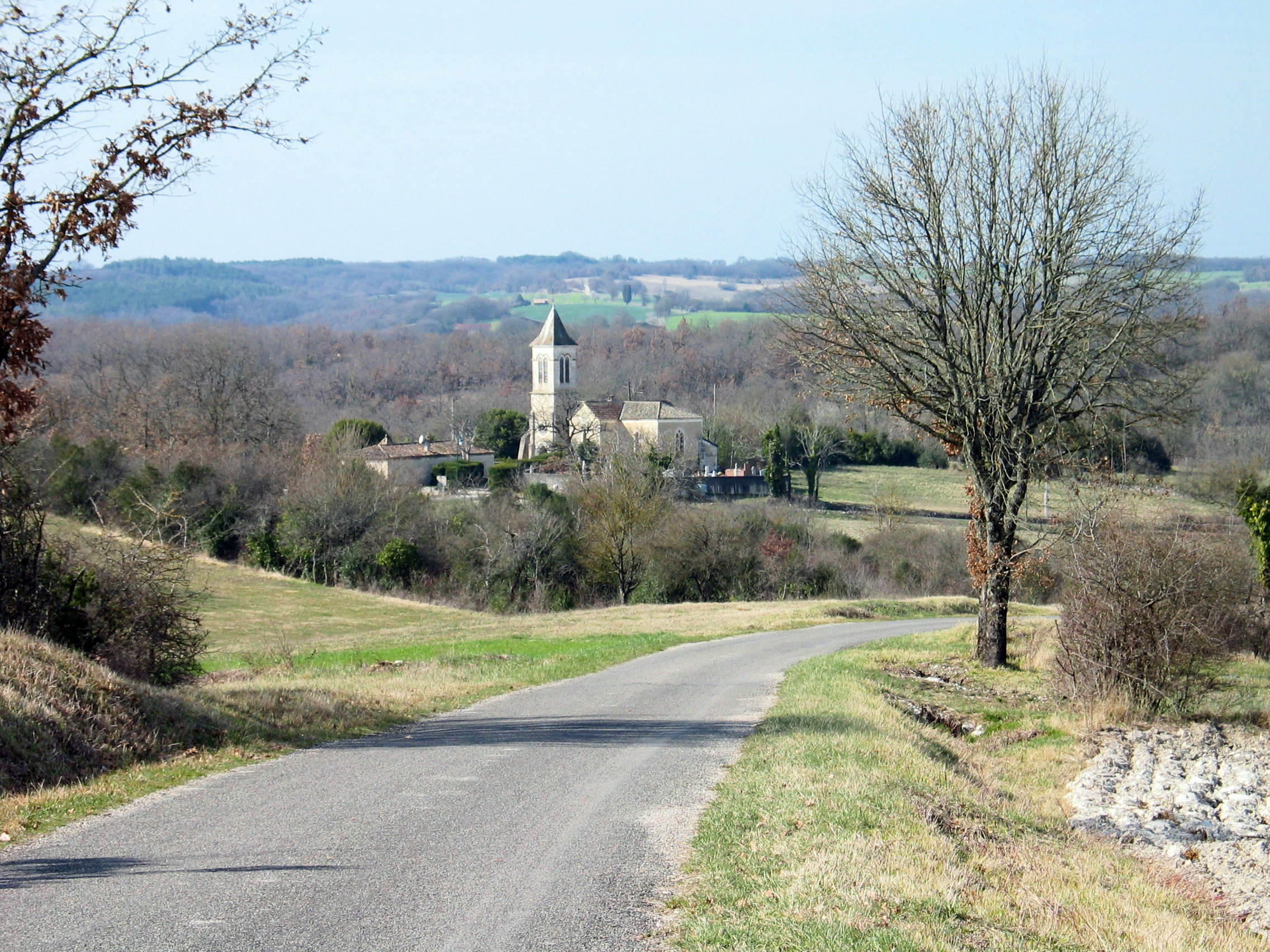
Église Saint-Félix de Saint-Félix
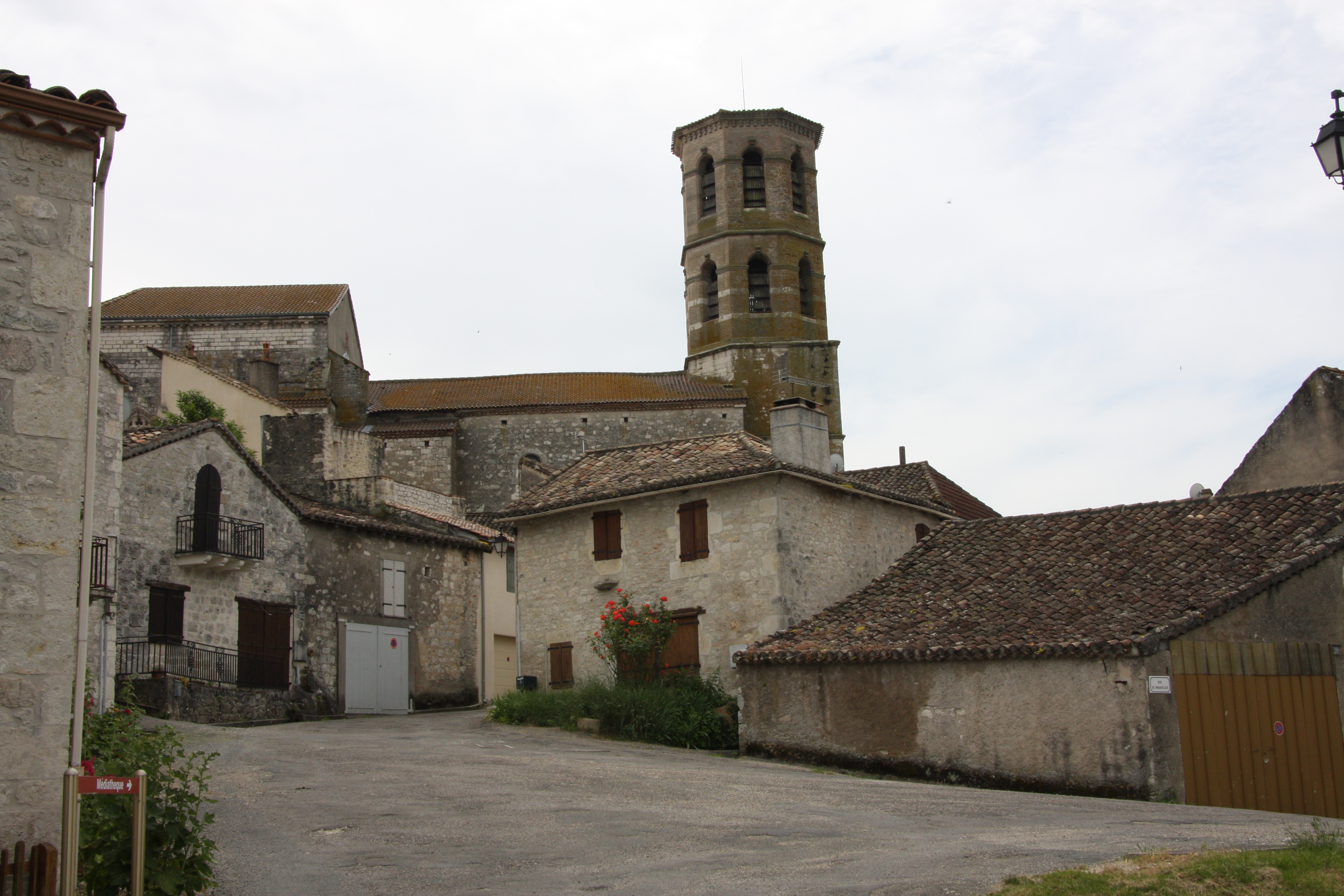
Église Saint-Hilaire de Montcuq

### Personnalités liées à la commune
- Nino Ferrer, nom de scène d'Agostino Arturo Maria Ferrari  (1934-1998), un auteur-compositeur-interprète et acteur italien naturalisé français y est mort.
- Neil Innes (1944-2019), écrivain et chanteur britannique de chansons comiques, connu pour son travail avec les Monty Python et pour avoir fait partie du Bonzo Dog Doo-Dah Band, puis du groupe parodique les Rutles, y est mort.

#### Site de l'Insee
1. 1 2 3 4 5  Insee, « Métadonnées de la commune de Montcuq-en-Quercy-Blanc ».

#### Autres sources
1. ↑  Carte IGN sous Géoportail
2. 1 2  Daniel Joly, Thierry Brossard, Hervé Cardot, Jean Cavailhes, Mohamed Hilal et Pierre Wavresky, « Les types de climats en France, une construction spatiale », Cybergéo, revue européenne de géographie - European Journal of Geography, no 501,‎ 18 juin 2010 (DOI 10.4000/cybergeo.23155, lire en ligne, consulté le 14 novembre 2023)
3. ↑  « Zonages climatiques en France métropolitaine. », sur pluiesextremes.meteo.fr (consulté le 14 novembre 2023).
4. ↑  « Station Météo-France « Montcuq - Rouil » (commune d'Anglars-Juillac) - fiche climatologique - période 1991-2020 », sur donneespubliques.meteofrance.fr (consulté le 14 novembre 2023).
5. ↑  « Station Météo-France « Montcuq - Rouil » (commune d'Montcuq-en-Quercy-Blanc) - fiche de métadonnées. », sur donneespubliques.meteofrance.fr (consulté le 14 novembre 2023).
6. ↑  « Climadiag Commune : diagnostiquez les enjeux climatiques de votre collectivité. », sur meteofrance.fr, novembre 2022 (consulté le 14 novembre 2023).
7. ↑  « La grille communale de densité », sur le site de l'Insee, 28 mai 2024 (consulté le 28 juin 2024).
8. ↑  « Base des aires d'attraction des villes 2020. », sur le site de l'Insee, 21 octobre 2020 (consulté le 28 juin 2024).
9. ↑  Marie-Pierre de Bellefon, Pascal Eusebio, Jocelyn Forest, Olivier Pégaz-Blanc et Raymond Warnod (Insee), « En France, neuf personnes sur dix vivent dans l’aire d’attraction d’une ville », sur le site de l'Insee, 21 octobre 2020 (consulté le 28 juin 2024).
10. ↑  Fiche horaires de la ligne 882 du réseau liO.
11. 1 2 3  « Les risques près de chez moi - commune de Montcuq-en-Quercy-Blanc », sur Géorisques (consulté le 17 octobre 2022).
12. ↑  BRGM, « Évaluez simplement et rapidement les risques de votre bien », sur Géorisques (consulté le 13 septembre 2022).
13. ↑  DREAL Occitanie, « CIZI », sur occitanie.developpement-durable.gouv.fr (consulté le 13 septembre 2022).
14. ↑  « Dossier départemental des risques majeurs dans le Lot », sur lot.gouv.fr (consulté le 13 septembre 2022), partie 1 -  chapitre Risque inondation.
15. ↑  « Dossier départemental des risques majeurs dans le Lot », sur lot.gouv.fr (consulté le 13 septembre 2022).
16. ↑  « Dossier départemental des risques majeurs dans le Lot », sur lot.gouv.fr (consulté le 13 septembre 2022), chapitre Mouvements de terrain.
17. ↑  « Retrait-gonflement des argiles », sur le site de l'observatoire national des risques naturels (consulté le 13 septembre 2022).
18. ↑  « Cartographie interactive de l'exposition des sols au retrait-gonflement des argiles », sur infoterre.brgm.fr (consulté le 13 septembre 2022).
19. ↑  « Liste des cavités souterraines localisées sur la commune de Montcuq-en-Quercy-Blanc », sur georisques.gouv.fr (consulté le 13 septembre 2022).
20. 1 2  « Montcuq. La commune nouvelle a élu son maire et ses adjoints », La Dépêche du Midi,‎ 7 janvier 2016 (lire en ligne, consulté le 27 juin 2020) « C'est sans surprise Alain Lalabarde, unique postulant à la fonction, qui a été élu maire de la commune avec 36 voix, 3 voix allant à Patrice Caumon, maire de Valprionde, qui ne se présentait pas, et 11 blancs ou nuls ».
21. ↑  « Arrêté préfectoral du 20 octobre 2015 portant création de la commune nouvelleMontcuq-en-quercy-blanc », Recueil des actes administratifs de la préfecture du Lot, nos 46-2015-013,‎ 31 octobre 2015, p. 14-17 (lire en ligne [PDF], consulté le 27 juin 2020).
22. ↑  « Montcuq. 2015, une année clé pour la commune », La Dépêche du Midi,‎ 31 décembre 2015 (lire en ligne, consulté le 27 juin 2020) « 2015 a été une année clé pour la commune de Montcuq. En mars elle a vu son canton disparaître au profit de celui de Luzech, avec l'élection d'une nouvelle conseillère départementale, Maryse Maury, en binôme avec Marc Gastal. À peine signés les nouveaux statuts de l'intercommunalité Montcuq-Castelnau-Montratier, les élus ont refusé à l'unanimité le schéma départemental proposé par la préfète qui préconise un rapprochement avec la Vallée du Lot et du Vignoble. Le projet de commune nouvelle a été mené par les maires de Montcuq, Belmontet, Valprionde, Lebreil et Sainte-Croix. Montcuq-en-Quercy-Blanc verra le jour le 1er janvier 2016 ».
23. 1 2  Réélu pour le mandat 2020-2026 : « Montcuq. Suppression des mairies annexes », La Dépêche du Midi,‎ 28 mai 2020 (lire en ligne, consulté le 27 juin 2020) « C’est le 26 mai qu’Alain Lalabarde a été reconduit comme on s’y attendait dans sa fonction de maire de la commune de Montcuq-en-Quercy-Blanc (...) Les permanences des quatre mairies annexes n’étant plus assurées depuis le mois de mars 2019, et afin de réduire les coûts de fonctionnement de ces mairies qui ne servaient plus qu’à l’enregistrement des actes d’état civil, la suppression des communes déléguées de Montcuq, Lebreil, Sainte-Croix, Valprionde et Belmontet a été décidée, puis votée, pour ne plus faire qu’une seule entité territoriale : Montcuq-en-Quercy-Blanc ».
24. ↑  « Portrait du maire de Montcuq : Alain Lalabarde, sous l'écharpe, le cœur », Actu Lot,‎ 16 mars 2024 (lire en ligne, consulté le 17 août 2025).
25. ↑  Marie-Cécile Itier, Didier Quet, « Municipales 2020. Alain Lalabarde, candidat à sa réélection à Montcuq dans le Lot : Le maire sortant de Montcuq, dans le Lot, Alain Lalabarde, tire un bilan de son mandat et annonce sa candidature aux Municipales 2020 », Actu Lot,‎ 31 octobre 219 (lire en ligne, consulté le 27 juin 2020).
26. ↑  « Montcuq : le maire ne se représentera pas en 2026 », La Dépêche du Midi,‎ 12 janvier 2025 (lire en ligne , consulté le 17 août 2025).
27. ↑  Cécile Ingalls, « Gens d'ici : Georges et Rolande Aznar, les petites mains qui ont lancé le marché de Montcuq dans le Lot », Actu Lot,‎ 12 juillet 2025 (lire en ligne, consulté le 20 août 2025).
28. ↑  « Établissements scolaires », Vivre à Montcuq > Éducation & jeunesse, sur https://mairie-montcuq-en-quercy-blanc.fr (consulté le 20 août 2025).
29. ↑  « Médiathèque de Montcuq en Quercy-Blanc », Vivre à Montcuq, sur https://mairie-montcuq-en-quercy-blanc.fr/ (consulté le 20 août 2025).
30. ↑  « Santé », Vivre à Montcuq, sur https://mairie-montcuq-en-quercy-blanc.fr/ (consulté le 20 août 2025).
31. ↑  Cécile Ingalls, « Lot : un audioprothésiste s'est installé dans le village de Monctuq », Actu Lot,‎ 8 novembre 2024 (lire en ligne, consulté le 20 août 2025).
32. ↑  Cécile Ingalls, « Un nouveau souffle pour le bien-être à Montcuq avec l’arrivée d’une sophrologue », Actu Lot,‎ 11 mars 2025 (lire en ligne, consulté le 20 août 2025).
33. ↑  Cécile Ingalls, « Les parents se mobilisent pour sauver leurs crèches dans le Quercy blanc », Actu Lot,‎ 22 avril 2025 (lire en ligne, consulté le 20 août 2025) « La communauté de communes du Quercy blanc a pour projet de fusionner les trois crèches de son territoire, ce que les parents refusent en créant une association ».
34. ↑  Didier Quet, « La Fondation d'Auteuil suit 80 jeunes sur tout le Lot », Actu Lot,‎ 19 novembre 2018 (lire en ligne, consulté le 20 août 2025).
35. ↑  « Les résidences du Quercy Blanc », Vivre à Montcuq > Séniors, sur https://mairie-montcuq-en-quercy-blanc.fr (consulté le 20 août 2025).
36. ↑  Cécile Ingalls, « Le centre de soins pour la faune sauvage ouvre enfin près de Montcuq dans le Lot », Actu Lot,‎ 4 avril 2025 (lire en ligne, consulté le 20 août 2025) « L’association a pu voir le jour grâce à plusieurs aides financières et logistiques, notamment : la commune de Montcuq, la Communauté de Communes, la région Occitanie par le biais d’un budget participatif où les citoyens ont pu voter en faveur du projet, et les administrations comme la DDETSPP (Direction Départementale de l’Emploi, du Travail, des Solidarités et de la Protection des Populations) et l’OFB (Office Français de la Biodiversité) ».
37. ↑  « Lot : une pétition pour sauver le bureau de Poste de Montcuq », Actu Lot,‎ 2 octobre 2024 (lire en ligne, consulté le 19 août 2025) « La fermeture du bureau de Poste de Montcuq a été annoncée pour 2025. Le NFP a décidé de se mobiliser pour éviter cette fermeture et lance une pétition ».
38. ↑  « La Poste MONTCUQ », sur https://localiser.laposte.fr/ (consulté le 19 août 2025).
39. ↑  Cécile Ingalls, « Lot : plus de contrôles et de cambriolages, la gendarmerie de Montcuq fait son bilan », Actu Lot,‎ 8 avril 2025 (lire en ligne, consulté le 20 août 2025).
40. ↑  INSEE, Recensement de la population 2022.
41. ↑  Cécile Ingalls, « Deuxième édition du Festival de chorales à Montcuq », Actu Lot,‎ 23 avril 2025 (lire en ligne, consulté le 19 août 2025).
42. ↑  Cécile Ingalls, « Trois jours pour vibrer autour des musiques et danses trad avec le festival "Dançarem" dans le Lot », Actu Lot,‎ 9 juillet 2025 (lire en ligne, consulté le 19 août 2025).
43. ↑  Cécile Ingalls, « Une programmation exceptionnelle pour les 20 ans du Festival de la chanson à texte de Montcuq dans le Lot », Actu Lot,‎ 9 juillet 2025 (lire en ligne, consulté le 19 août 2025).
44. ↑  « Trois musiciens d'envergure internationale pour la 2e édition de ce festival de musique dans le Lot », Actu Lot,‎ 21 juillet 2025 (lire en ligne, consulté le 19 août 2025).
45. ↑  Cécile Ingalls, « Lo Bourrut : c'est quoi cette fête authentique qu'on retrouve dans le Lot ? », Actu Lot,‎ 30 novembre 2024 (lire en ligne, consulté le 19 août 2025).
46. ↑  Cécile Ingalls, « Lot : le Marché de Noël de Montcuq, un rendez-vous festif et enchanteur », Actu Lot,‎ 19 décembre 2024 (lire en ligne, consulté le 19 août 2025).
47. ↑  « Ce comité des fêtes propose un beau programme pour 2025 à Montcuq dans le Lot », Actu Lot,‎ 8 février 2025 (lire en ligne, consulté le 19 août 2025) « Fête votive avec les DJ Adrien Toma et Jimmy Labeeu décalée à fin août, fête de printemps en happy hour, retour de la soirée Lo Bourrut : les animations à Motcuq en 2025 ».
48. ↑  « Eglise de Rouillac », sur pop.culture.gouv.fr (consulté le 6 juin 2021).
49. ↑  « Église paroissiale Saint-Avit », sur pop.culture.gouv.fr (consulté le 6 juin 2021).
50. ↑  « Église paroissiale Sainte-Croix », sur pop.culture.gouv.fr (consulté le 6 juin 2021).
51. ↑  « Église paroissiale Sainte-Marie-Madeleine », sur pop.culture.gouv.fr (consulté le 6 juin 2021).
52. ↑  « Église paroissiale Saint-Etienne », sur pop.culture.gouv.fr (consulté le 6 juin 2021).
53. 1 2  « Église paroissiale Saint-Hilaire », sur pop.culture.gouv.fr (consulté le 6 juin 2021).